# La llave mágica
La llave mágica (The Indian in the Cupboard) es una película de fantasía estadounidense de 1995 dirigida por Frank Oz y distribuida por Paramount Pictures y Columbia Pictures. Está basada en la novela infantil homónima de Lynne Reid Banks.

## Sinopsis
Cuando cumple 9 años, Omri (Hal Scardino) solo recibe regalos convencionales. Uno de los regalos que recibe es un pequeño armario viejo y usado con una llave. A pesar de la inicial decepción, luego descubrirá que, al meter algún juguete de plástico en ella, cerrar con llave y abrirlo nuevamente, este cobra vida. Así conoce a Little Bear, un indio norteamericano que solo quiere que Omri le vuelva a meter en el armarito para volver a ser un juguete y regresar junto a su esposa e hijo, y a un vaquero racista que se acabará convirtiendo en el mejor amigo de su némesis, Little Bear.

## Argumento
En su noveno cumpleaños, Omri, un niño de Nueva York, recibe un viejo armario de su hermano y un juguete Nativo americano de su mejor amigo Patrick. Omri recibe una llave especial de su madre, que ella le dio su abuela, y guarda el juguete en el armario. A la mañana siguiente, escucha un pequeño golpeteo proveniente del armario y descubre que el juguete ha cobrado vida mágicamente. Asustado por el tamaño de Omri, el hombre pequeño saca una daga y apunta a Omri. Omri cierra el armario con llave y decide mantenerlo en secreto.
Al día siguiente, el juguete viviente finalmente se revela como un hombre iroqués de habla inglesa del siglo XVIII (específicamente Onondaga) llamado Little Bear (Litefoot) que estaba luchando en la Guerra Francesa e India del lado del Británico. Durante la estancia de Osito con Omri, Omri aprende mucho sobre los iroqueses y los dos desarrollan una amistad. Omri también se entera de que Little Bear es viudo.
Cuando Omri da vida a otra figura nativa americana (que se asemeja a un jefe Mohawk), diciendo que Little Bear puede tener el arco largo del jefe, el jefe sufre un ataque al corazón por miedo después mirando a Omrí. La reacción de sorpresa de Omri hace que Little Bear se dé cuenta de que Omri realmente es un niño y no un espíritu.
Finalmente, Omri le revela su secreto a Patrick, quien inmediatamente quiere darle vida a su propio juguete, que se convierte en un vaquero de 1879 llamado "Boohoo" Boone. Boone y Little Bear inicialmente son hostiles el uno hacia el otro, pero se ven obligados a comportarse cuando Omri y Patrick los llevan a la escuela.
Esa noche, Omri y Patrick, junto con Little Bear y Boone, ven un programa en la televisión, la película El último de su tribu y que muestra una matanza implacable del pueblo Yana por parte de vaqueros. Boone se entusiasma al ver a sus "muchachos" matando a los indefensos nativos americanos, mientras Little Bear observa con horror cómo su pueblo está siendo masacrado. Al escuchar a Boone disparar su arma al aire con deleite, Little Bear se confunde y dispara una flecha al pecho de Boone.
La llave del gabinete se pierde y Little Bear se esconde debajo del piso para recuperarla, y casi lo mata una rata mascota que se escapó en el proceso. Con la llave de regreso, Omri le da vida a un juguete médico de la Primera Guerra Mundial para tratar las heridas de Boone. Omri se da cuenta de que es hora de devolver a Little Bear y Boone a sus respectivos períodos de tiempo.  Más tarde esa noche, mientras Patrick duerme, Omri va a darle vida a un juguete nativo americano, pero Little Bear se da cuenta de lo que Omri está haciendo y lo detiene. Omri dice que no quiere que Little Bear esté solo cuando regrese, pero Little Bear dice que la mujer probablemente tenga su propia gente, tal vez incluso su propia familia. Omri acepta no darle vida.
A la mañana siguiente, Omri y Patrick se despiden de los dos hombres diminutos antes de encerrarlos nuevamente en el armario y enviarlos a casa. Justo antes de despedirse, Omri tiene una visión de un Little Bear de tamaño natural que le dice que acepta a Omri como su sobrino.

## Reparto de Personajes
- Hal Scardino - Omri
- Litefoot - Oso pequeño
- David Keith - Boone
- Rishi Bhat - Patrick
- Lindsay Crouse - Jane
- Richard Jenkins - Victor
- Lucas Tejwani y Leon Tejwani - Bebe Martin
- Steve Coogan - Tommy Atkin
- Sakina Jaffrey - Lucy
- Vincent Kartheiser - Gillon
- Nestor Serrano - Profesor
- Ryan Olson - Adiel
- Michael Papajohn - Cardasiano
- Frank Welker - Efectos Vocales Especiales

## Doblaje
| Personaje               | Doblaje - México       | Doblaje - Los Ángeles |
| ----------------------- | ---------------------- | --------------------- |
| Omri                    | Enzo Fortuny           |                       |
| Patrick                 | Alfredo Leal           |                       |
| Oso pequeño             | Juan Alfonso Carralero | Víctor Mares Jr.      |
| Boone                   | José Lavat             | Juan Zadala           |
| Victor                  | Armando Réndiz         | Víctor Mares          |
| Jane                    | Andrea Coto            | Ana Grinta            |
| Gillon                  | Ricardo Tejedo         |                       |
| Adiel                   | Ulises Maynardo Zavala | Humberto Amor         |
| Profesor                |                        | Roberto Alexander     |
| Tommy Atkin             | Sergio Gutiérrez Coto  | Ulises Cuadra         |
| Presentación e insertos | José Lavat             |                       |